# Fréjus Var Volley
Actualités
Le Fréjus Var Volley est un club français de volley-ball basé à Fréjus. Son équipe professionnelle évolue depuis 2018 dans le Championnat de ligue B de volley-ball masculin, le deuxième niveau national. Le club dispute ses rencontres dans la halle Sainte-Croix à Fréjus.

## Palmarès
- Ligue des champions
  - Finaliste : 1990
- Championnat de France (4)
  - Vainqueur : 1987, 1988, 1989, 1992
  - Vice-champion : 1986, 1990
- Coupe de France (5)
  - Vainqueur : 1986, 1987, 1989, 1991, 1992
  - Finaliste : 1988

## Historique
- 1985 : champion de France de Nationale 1B et montée en Nationale 1A.
- 1986 : pour sa première saison parmi l'élite, le club est vice-champion de France et est vainqueur de la coupe de France
- 1990 : le club est finaliste de la Ligue des champions
- 1992 : après avoir remporté son 3e doublé coupe/championnat, le club est rétrogradé administrativement pour raison financière.
- 2000 : Le club retrouve la Nationale 1 et s'y maintien jusqu'en 2005.
- 2010 : Après 5 saisons passées en Nationale 2, le club accède à nouveau à la Nationale 1 pour la saison 2010-2011.
- 2018 : Après 7 saisons passées en Nationale 1, le club remporte la Coupe de France amateur et le championnat de N1 pour accéder à la Ligue B pour la saison 2017-2018.

## Effectifs

### Saison 2022-2023
Entraîneur : Loïc Geiler  France
Entraîneur adjoint : Mattia Minelli  Italie
| N° | Nom               | Poste                            | Nationalité |
| 1  | Evgeniy KARPINSKI | Pointu                           | Russie      |
| 2  | Lucas SOLDNER     | Passeur                          | France      |
| 3  | Corentin SUC      | Passeur                          | France      |
| 4  | Jelle RIBBENS     | Libéro                           | Belgique    |
| 5  | Daniel MACARRO    | Central                          | Espagne     |
| 6  | Soane FALAFALA    | Réceptionneur-attaquant          | France      |
| 8  | Petter OSTVIK     | Central                          | Norvège     |
| 9  | Nikola ZUGIC      | Réceptionneur-attaquant          | Serbie      |
| 10 | Joshua MARTY      | Réceptionneur-attaquant / Pointu | France      |
| 11 | Antonin ROULLEAU  | Central                          | France      |
| 17 | Atvars OZOLINS    | Réceptionneur-attaquant          | Lettonie    |

### Saison 2021-2022
Entraîneur : Loïc Geiler  France
Entraîneur adjoint : Jason Haldane  Canada
| N° | Nom                     | Poste                   | Nationalité |
| 1  | Evgeniy KARPINSKI       | Pointu                  | Russie      |
| 2  | Lucas SOLDNER           | Passeur                 | France      |
| 3  | Corentin SUC            | Passeur                 | France      |
| 5  | Daniel MACARRO          | Central                 | Espagne     |
| 6  | Soane FALAFALA          | Réceptionneur-attaquant | France      |
| 7  | Theo CONRE              | Réceptionneur-attaquant | France      |
| 8  | Petter OSTVIK           | Central                 | Norvège     |
| 9  | Yousri ANEGAY           | Central                 | France      |
| 10 | Johan VAHTER            | Libéro                  | Estonie     |
| 17 | Atvars OZOLINS          | Réceptionneur-attaquant | Lettonie    |
| 19 | Pierre-Laurent HALAGAHU | Pointu                  | France      |

### Saison 2009-2010
Entraîneur : Jean-Marie Fabiani  France
| N° | Nom                     | Taille | Nationalité |
| 1  | Ruffin EBAGNE YON       | 1,97   | France      |
| 2  | Kamel TABAMER           | 1,87   | France      |
| 3  | Florent FAY             | 1,87   | France      |
| 4  | Olivier PONGERARD       | 1,96   | France      |
| 5  | Thierry Marenc          | 1,88   | France      |
| 6  | Franck Vincenti         | 1,90   | France      |
| 7  | Stefan DOJCILOVIC       | 1,96   | France      |
| 8  | Nicolas FAIVRE D'ARCIER | 1,83   | France      |
| 9  | Mathieu SAGORY          | 1,85   | France      |
| 10 | Nicolas SCHRAM          | 1,91   | France      |
| 11 | Cédric IMDREMILA        | 1,86   | France      |
| 12 | Ludovic Tatinclaux      | 1,85   | France      |

### Saison 2000-2001
Entraîneur : Valery Merkouchenko  Ukraine
| N° | Nom                  | Taille | Nationalité |
| 14 | Fabrice Casabianca   | 1,90   | France      |
| 3  | Frédéric Bigler      | 1,85   | France      |
| 4  | Stavros Orfanoudakis | 1,84   | Grèce       |
| 10 | Marc Deros           | 1,89   | France      |
| 5  | Thierry Marenc       | 1,88   | France      |
| 6  | Franck Vincenti      | 1,90   | France      |
| 7  | Valery Merkouchenko  | 2,00   | Ukraine     |
| 8  | Nicolas Malausse     | 1,85   | France      |
| 9  | David Françoise      | 1,90   | France      |
| 10 |                      | 1,91   | France      |
| 11 | C                    | 1,84   | France      |
| 12 | Ludovic Tatinclaux   | 1,85   | France      |

### Saison 1989-1990
Entraîneur : Jean-Marie Fabiani  France
| N° | Nom              | Taille | Nationalité |
| 12 | Alain Fabiani    | 1,86   | France      |
| 9  | Paul Gratton     | 1,96   | Canada      |
| 1  | Glenn Hoag       | 2,00   | Canada      |
| 7  | Christian Mora   | 1,91   | France      |
| 6  | Arnaud Josserand | 2,00   | France      |
| 2  | Jacques Attia    | 1,92   | France      |
| 3  | Hervé Mazzon     | 1,92   | France      |
| 10 | Éric Moricet     | 1,88   | France      |
| 5  | Éric N'Gapeth    | 1,87   | France      |
| ?  | Didier Périou    | 1,90   | France      |
| 4  | Bruno Agostini   | 1,94   | France      |
| ?  | Serge Humbrecht  | 1,96   | France      |

### Saison 1988-1989
Entraîneur : Jean-Marie Fabiani  France
| N° | Nom               | Taille | Nationalité |
| 12 | Alain Fabiani     | 1,86   | France      |
| 9  | Paul Gratton      | 1,96   | Canada      |
| 1  | Glenn Hoag        | 2,00   | Canada      |
| 7  | Christian Mora    | 1,91   | France      |
| 2  | Jacques Attia     | 1,92   | France      |
| 3  | Hervé Mazzon      | 1,92   | France      |
| 10 | Éric Moricet      | 1,88   | France      |
| 5  | Éric N'Gapeth     | 1,87   | France      |
|    | Didier Périou     | 1,90   | France      |
| 11 | Ludovic Richard   |        | France      |
|    | Dominique Crevant |        | France      |

### Saison 1987-1988
Entraîneur : Jean-Marie Fabiani  France
| N° | Nom              | Taille | Nationalité |
| 12 | Alain Fabiani    | 1,86   | France      |
| 9  | Paul Gratton     | 1,96   | Canada      |
| 1  | Glenn Hoag       | 2,00   | Canada      |
| 7  | Christian Mora   | 1,91   | France      |
| 6  | Arnaud Josserand | 2,00   | France      |
| 2  | Jacques Attia    | 1,92   | France      |
| 3  | Hervé Mazzon     | 1,92   | France      |
| 10 | Éric Moricet     | 1,88   | France      |
| 5  | Éric N'Gapeth    | 1,87   | France      |
| 4  | Bruno Agostini   | 1,94   | France      |
| 11 | Ludovic Richard  |        | France      |
| 8  | Éric Montagnon   | 1,82   | France      |

## Galerie photos
Saison 2022/2023 : Championnat de Ligue B
Saison 2021/2022 : Championnat de Ligue B
Saison 2020/2021 : Championnat de Ligue B
Saison 2000/2001 : Championnat de France Nationale 1

## Joueurs majeurs
- Jean-Patrice N'Daki M'Boulet  Cameroun (1,97 m)
- Alain Fabiani  France (1,86 m)
- Paul Gratton  Canada (1,96 m)
- Glenn Hoag  Canada (2,00 m)
- Hervé Mazzon  France (1,92 m)
- Éric N'Gapeth  France (1,86 m)
- Jacques Attia  France (1,92 m)
- Christophe Patte  France (1,92 m)
- Valery Merkouchenko  Ukraine (2,00 m)
- Christian MORA  France (1.91m)

## Identité visuelle

Ancien logo.
Ancien logo.